# Lista enclavelor etnice din orașele filipineze
Următoarea este o listă de enclave etnice din orașele filipineze.

## Enclave chinezești
Binondo, Manila
Banawe Street, Sta. Mesa Heights, Quezon City
Greenhills, San Juan City
Davao City

## Enclave coreene
Poblacion, Makati
Angeles City, unde se afla Anunas de-a lungul Autostrada Fil-Am Friendship